# Oosterparkbuurt (Amsterdam)

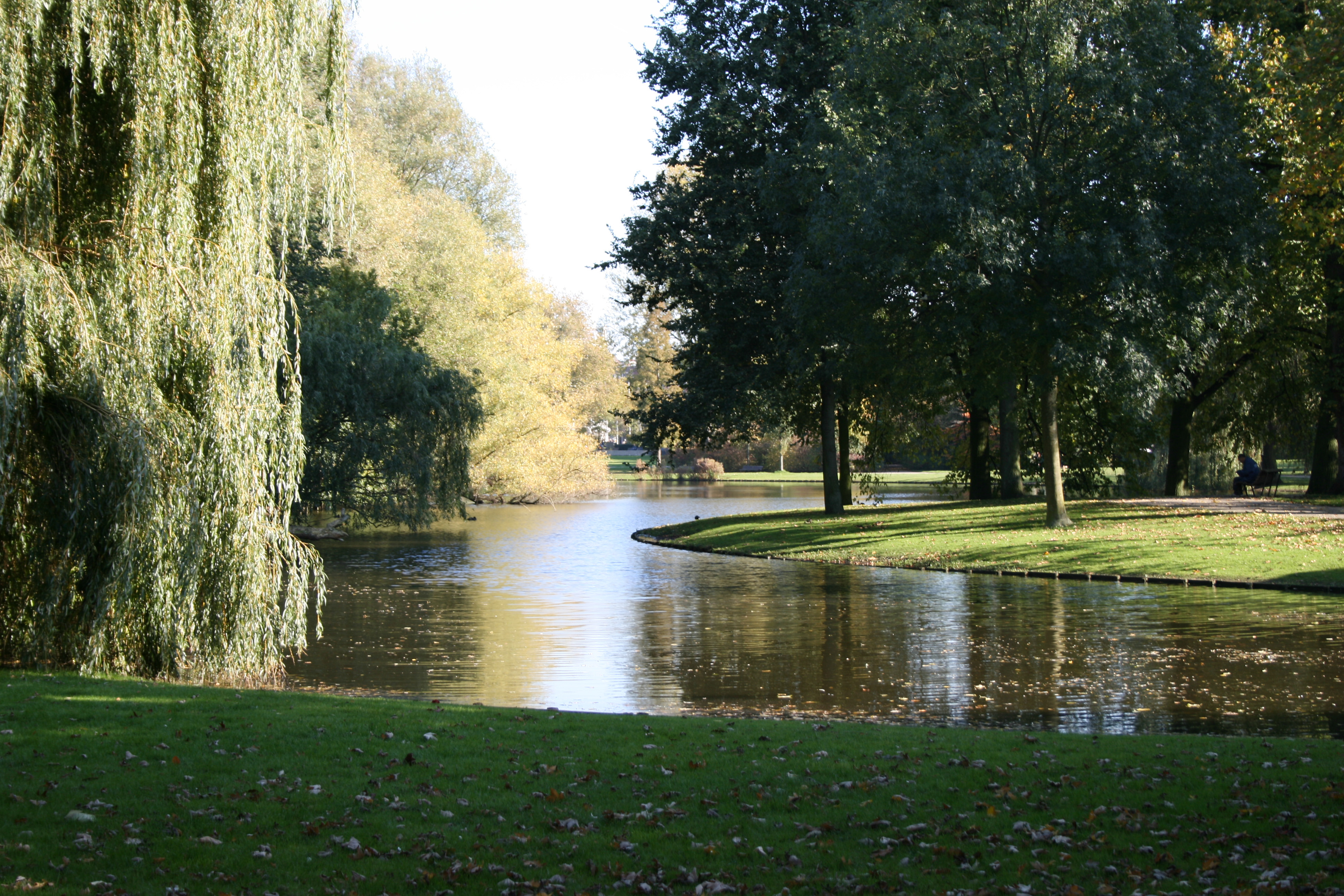
Het Oosterpark.

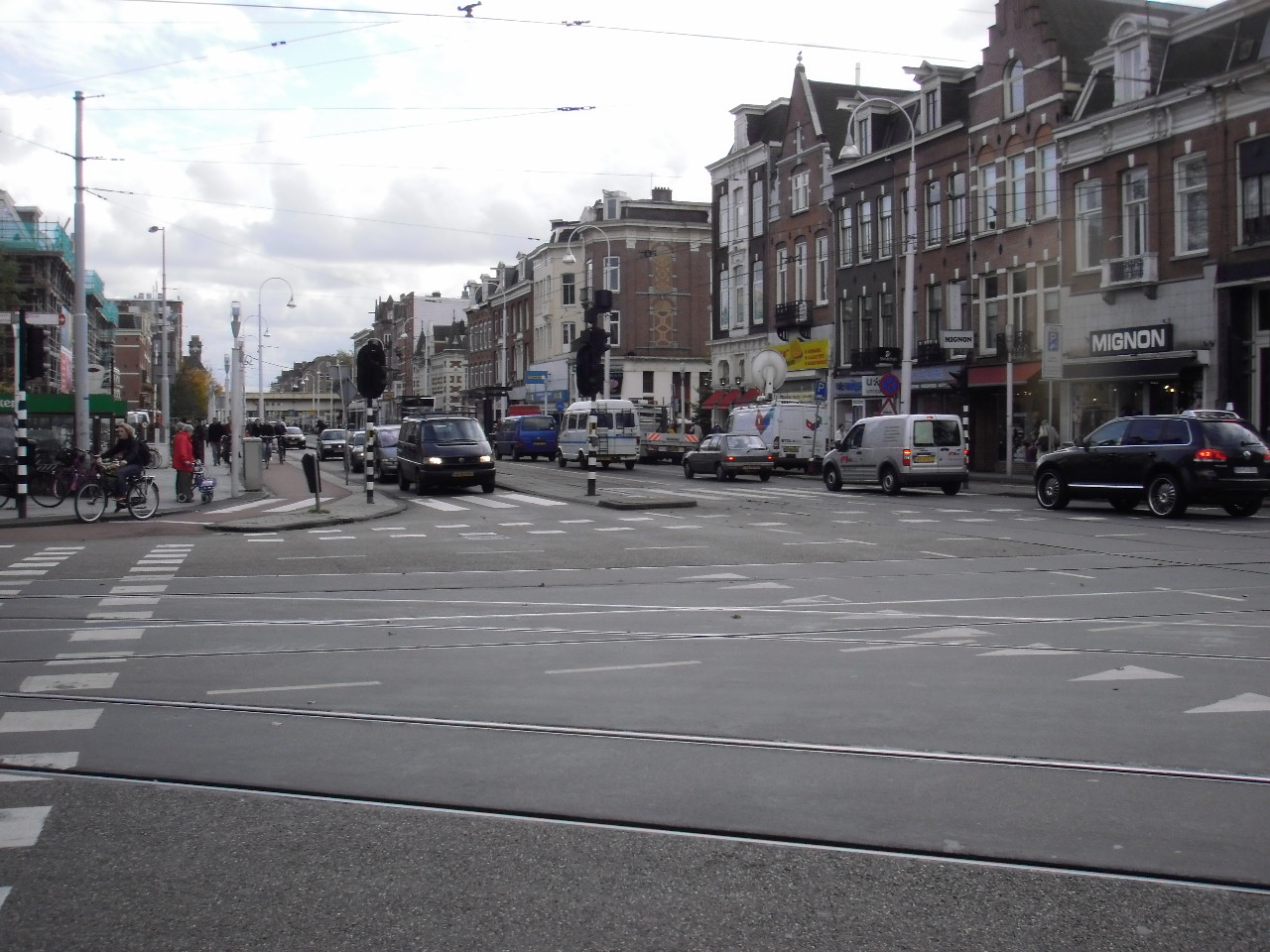
De Linnaeusstraat.

De Oosterparkbuurt in Oud-Oost is het deel van de Nederlandse stad Amsterdam dat begrensd wordt door de Wibautstraat, Mauritskade, Linnaeusstraat en de spoorlijn Amsterdam - Utrecht. De wijk maakt deel uit van het stadsdeel Oost.
De Oosterparkbuurt in zijn huidige vorm is aangelegd aan het eind van de negentiende eeuw. Voor die tijd liep in de polder het Oetgenspad op de plaats van de huidige Eerste Oosterparkstraat.
In het Plan Kalff dat de stedenbouwkundige J. Kalff in 1876 tekende voor de Oosterparkbuurt en de meeste negentiende-eeuwse wijken, volgen de straten de oude verkavelingslijnen. Het Oetgenspad, de Oetewalerweg (Linnaeusstraat) en het Rhijnspoor (Wibautstraat) zijn in dat plan een gegeven.
Vanaf 1881 werd begonnen met de uitgifte van bouwterreinen, en vanaf 1886 begon men met de aanleg van het Oosterpark in de plaats van het oude Muiderbosch, dat iets oostelijker lag. Het definitieve ontwerp voor het park is gemaakt door Leonard Springer. In 1926 werd in een hoek van het park, waar voorheen de (oude) Oosterbegraafplaats lag, het Koloniaal Instituut gerealiseerd, nu bekend als het Koninklijk Instituut voor de Tropen.
De eerste (paarde)tramlijn naar het Oosterpark voerde in 1884 van het Alexanderplein naar de Linnaeusstraat. In 1903 werd deze lijn geëlektrificeerd en werd het tramlijn 9.
De Oosterparkbuurt kreeg in 1906 een tweede tramverbinding, tramlijn 11 van het Weesperpoortstation via het 's-Gravesandeplein en het Oosterpark naar het Muiderpoortstation. In 1942 werd de verbinding langs het Weesperpoortstation vervangen door die via de Ruyschstraat. Sinds 1945 rijdt tramlijn 3 door de buurt.
De aanvankelijke bedoeling om een wijk op stand te realiseren, mislukte door steeds voortgaande bezuiniging op de bouwbudgetten. Wel werden er fraaie huizen gerealiseerd aan het Oosterpark. Hier woonde ook de bekende schilder Willem Witsen, in het naar hem genoemde huis.
Aan het Oosterpark kwam ook de uitbreiding van het Onze Lieve Vrouwe Gasthuis (Anna Paviljoen), oorspronkelijk gevestigd aan de Keizersgracht. Het katholieke ziekenhuis en de Bonifatiuskerk trokken veel katholieken naar de buurt. Ook vestigden zich er veel joden uit de binnenstad.
In de Tweede Wereldoorlog werden veel joden tijdens razzia's uit hun huizen gehaald. Tekorten aan brandstof in de Hongerwinter leidden ertoe dat veel leeggehaalde huizen werden geplunderd ter wille van brandhout. Na de oorlog restte een trieste buurt, zowel in menselijk als in bouwkundig opzicht.
In de jaren zeventig vond veel stadsvernieuwing plaats. In het algemeen werden huizenblokken met ruimere woningen op de plaats van afgebroken huizen neergezet, in hetzelfde stratenpatroon. Hier en daar leidde het slopen van oude woningen tot verzet van huurders en krakers.
De laatste jaren zijn woningprijzen in de buurt gestegen, net als in de rest van de Amsterdamse negentiende-eeuwse ring. Het Oosterpark blijft een centrale ruimte voor recreatie. Het park kent verschillende beelden, waaronder het grote Nationaal Monument Slavernijverleden van Erwin de Vries.